# Eduard Kretzschmar
Carl Eduard Kretzschmar, född den 21 mars 1806 i Leipzig, död där den 7 juli 1858, var en tysk träsnittsgravör.
Kretzschmar började sin bana som sockerbagare, men utbildade sig sedan till träsnidare hos Friedrich Unzelmann i Berlin. Sitt egentliga rykte vann han 1839–1842 genom sina många gravyrblad efter Adolph Menzels avbildningar av preussiska härförare, utgivna under titeln Aus König Friedrichs Zeit (ny upplaga 1886). 
Han gjorde även träsnittsillustrationer för andra kända verk, bland annat för Musäus Volksmärchen, Nibelungenlied, Tschudis Tierleben der Alpenwelt, Rossmässlers Die vier Jahreszeiten med flera. från 1846 arbetade han även för tidskriften Illustrirte Zeitung.